# 阿拉伯解放阵线
阿拉伯解放阵线（阿拉伯语：جبهة التحرير العربية），简称阿解阵，是巴勒斯坦的一个小型复兴主义政党。该党成立于1969年，曾受阿拉伯复兴社会党 (伊拉克主导派)控制。1993年，该党分裂出巴勒斯坦阿拉伯阵线。该党是巴勒斯坦解放组织成员。